# Wintertriathlon
Wintertriathlon ist die Winterform der Sportart Triathlon. Es ist ein Ausdauermehrkampf, bei dem die Disziplinen Crosslauf, Mountainbiken und Skilanglauf unmittelbar hintereinander ausgeführt werden. Er nahm seinen Anfang in den 1990er Jahren.

## Geschichte
Als internationale Dachorganisation gründete sich 1989 die ITU in Avignon in Frankreich. Die ITU koordiniert inzwischen die Vielseitigkeitswettbewerbe Triathlon, Duathlon, Aquathlon, Winter-Triathlon und einige andere Multi-Sportveranstaltungen.
Der Teil Winter-Triathlon (Winter-Tri) wurde etwa 1995 eingeführt. 
Das Regelwerk und die internationalen Events (Weltmeisterschaften und Weltcup-Kämpfe) werden von einem technischen Komitee der ITU überwacht/organisiert. 
Zum Winter-Tri gehören die Disziplinen Mountain-/Snow-Mountain-Biking (12–14 km), Skilanglauf (10–12 km) und Laufen (7–9 km), teilnehmen können Frauen und Männer.
In der Anfangszeit wurden die Disziplinen auch in anderer Reihenfolge durchgeführt. Die Sportart wurde im November 2006 vom Internationalen Olympischen Komitee (IOC) als olympische Sportart abgelehnt. 
2014 erprobte die ITU die Disziplinen Schneeschuhlauf, Eisschnelllauf und Skilanglauf als neue Wintertriathlon-Disziplinen. Der Premierenbewerb wurde Anfang März 2014 in Quebec, Kanada ausgetragen.

## Disziplinen und Ausstattung
Die einzelnen Bestandteile des Winter-Tri bedingen unterschiedliche Ausrüstung und Wettkampfterrains. Im Wesentlichen gilt: 
für den Lauf:
- Laufschuhe mit Spikes müssen benutzt werden, Helme sind nicht genehmigt.[2]

für das Mountain-Biking:
- Nur ein industriell gefertigter Rahmen, der auch unterwegs nicht getauscht werden darf und auf dem das Logo des Herstellers angebracht sein kann, ist erlaubt.
- Reifen müssen eine Mindestgröße von 26 × 1,5 Zoll haben, sie dürfen entsprechend dem Untergrund von glatt bis grobstollig sein.
- Der Bike-Kurs muss als Geländekurs über Schnee geführt sein, wobei auch normale Wege und Straßen einbezogen werden können.
- Das Schieben oder Tragen des Bikes ist nur durch den Sportler erlaubt, fremde Hilfe darf nicht angenommen werden.
- Reparaturen oder Teilewechsel durch den Aktiven sind mit dem dazu mitgeführten Werkzeug beliebig oft zugelassen.
- Besondere MB-Schuhe sind zu tragen.[2]

 für den Skilauf:
- Vor einem Wettkampf darf auf besonders markierten Spuren die Ausrüstung (Skier) getestet werden; beim Wechsel von defekten Teilen gilt wie bei allen anderen Skiläufen auch: ein Ski muss bleiben.
- Gelaufen wird im Allgemeinen in der freien Technik, nur im Zielbereich (die letzten ca. 50 m) ist der Parallelschritt anzuwenden.
- Ob Helme getragen werden müssen, entscheidet die Rennleitung vor Ort.

Kleidung allgemein :
Es gilt immer die Bekleidung, die für die einzelnen Disziplinen verbindlich ist. Angestrebt wird eine Einheitlichkeit der Sportler eines Landes, wobei die jeweilige Landesorganisation die Farben und den Landes-Schriftzug festlegen kann.
Bei Welttitelkämpfen sind außer der Startnummer keine Körpermarken erlaubt (z. B. Tattoos; vorhandene müssen abgeklebt werden), auf den Sportanzügen sind maximal 5 Aufnäher erlaubt, deren Größe und Platzierung genau vorgegeben ist.

## Organisation
Der gesamte Kurs führt zumeist über Schnee. Im Gegensatz zum Triathlon wird beim Wintertriathlon zuerst gelaufen. Es sind in der zweiten Disziplin nur Mountainbikes mit Reifenbreiten von mindestens 40 Millimeter zugelassen. Der abschließende Skilanglauf erfolgt in freier Technik.
Von der ITU werden seit 1997 jährlich Weltmeisterschaften im Wintertriathlon durchgeführt (6 km Laufen, 10 km Mountainbike und 8 km Skilanglauf).
Alle Teile (Segmente) des Winter-Tri sind an zwei aufeinander folgenden Tagen zu absolvieren, die Reihenfolge legt der Veranstalter fest.
Disqualifikationen oder Sperren der Sportler können erfolgen bei Verletzen des Reglements, beim Verlassen des Kurses, bei unsportlichem Verhalten, bei der Inanspruchnahme von fremder Hilfe, der Verwendung falscher Ausrüstung u.v.a.m.
Es gibt nach Geschlechtern gewertete Einzelkämpfe und Staffel-Rennen, wobei eine Staffel aus drei oder vier Sportlern bestehen kann. Der Staffel-Wechsel erfolgt durch Handschlag, alle Mannschaften starten zugleich.

## Bekannte Sportler (Auswahl)
- Siegfried Bauer, Staats- und Weltmeister (2004, 2005)
- Michael Göhner, mehrfacher Deutscher Meister
- Mathias Holzner, Vizeweltmeister (1997), Europacup-Gesamtsieger 1997, Vizeeuropameister 1998
- Karin Möbes, Radsportlerin und Winter-Tri-Sportlerin[5]
- Sigrid Mutscheller (geb. Lang), mehrmalige Weltcupsiegern und sechsfache Weltmeisterin (zwischen 2001 und 2008)
- Paolo Riva, mehrmaliger Weltcupsieger und Weltmeister (1997, 1998)
- Marc Ruhe, Weltmeister (2002), Europameister und Weltcup-Gesamtsieger 2002
- Benjamin Sonntag, Weltmeister (2003, 2006) und Europameister 2004
- Marianne Vlasveld, Weltmeisterin (2002, 2003)